# Poder paralelo
Poder Paralelo (en español: poder paralelo) es una telenovela Brasileña producida por Rede Record y que se estrenó el 13 de abril de 2009.  Escrito por Lauro César Muniz y dirigida por Ignacio Coqueiro, la historia sigue a un esquema de corrupción que implica a una familia italo-brasileño. Antes del anuncio oficial de Registro, los medios de comunicación se referían a la telenovela por su título de trabajo Vendetta.

## Argumento
La novela se centra en Tony Castellamare, de nacionalidad brasileña de origen italiano que viven en Palermo. Mantiene la imagen de un comerciante exportador, pero en realidad es el líder de la Sicilia  Drogas mafia. Después de un ataque dirigido contra él mata a su esposa Marina y sus hijas gemelas, Tony vuelve a São Paulo en busca de venganza, al mismo tiempo que es investigada por la incorruptible  policía federal oficial Teolônio "Teo" Meira.

## Inspiración
Poder Paralelo se basa en Honra ou Vendetta, la única novela de la periodista deportiva y cocina de autor Sílvio Lancelotti, publicado originalmente en 2001.
La trama, sin embargo, tuvo que ser readaptada, ya que el libro contenía sólo cinco personajes femeninos principales.
Según Muniz, Teo se basa en el agente de la policía federal Protógenes Queiroz, responsable de la investigación y el arresto del banquero Daniel Dantas, acusado de lavado de dinero y condenado por intentar soborno un oficial de la policía federal.

## Edición de controversia
El jefe de la Rede Record vetó Muniz de escribir escenas con los muslos, los senos, las nalgas y el lenguaje grosero. Esto causó una polémica en Brasil, así como las acusaciones de hipocresía en el jefe de la red, una vez que las escenas de violencia, con lo más uniforme la tortura, se mantuvo intacta.

## Reparto principal
- Gabriel Braga Nunes - Tony Castellamare
- Tuca Andrada - Telonio "Teo" Meira
- Paloma Duarte - Fernanda Lira
- Marcelo Serrado - Bruno Vilar
- Petrônio Gontijo - Rudi Castellamare
- Miriam Freeland - Lígia Brandini
- Adriana Garambone - Maura Vilar
- Gracindo Júnior - Don Caló Castellamare
- Lu Grimaldi - Mamma Freda Castellamare
- Karen Junqueira - Giana "Gigi" Castellamare
- Paulo Gorgulho - José Santana
- Maria Ribeiro - Marília
- Cecil Thiré - Armando
- Márcio Kieling - Alberto
- Fernanda Nobre - Luísa
- Guilherme Boury - Pedro
- Patrícia França - Nina Santana
- Bete Coelho - Vânia
- André Bankoff - André Campos
- Miguel Thiré - Douglas (perro)
- Luma Costa - Bebel
- Castrinho - Leonel Pavão
- Nicola Siri - Paulo Garzia
- Antonio Abujamra - Marco Iago